# Маврокордатос, Александр
Александр Маврокордатос (греч. Αλέξανδρος Μαυροκορδάτος; 11 февраля 1791, Константинополь — 18 августа 1865, Эгина, Аттика) — деятель Войны за независимость Греции.

## Биография
Был сначала секретарём у своего дяди, господаря валахского Николая Караджи, потом посещал западноевропейские университеты и приобрел довольно разнообразное образование и горячую симпатию к Англии и английским порядкам.
В 1821 году, при первых признаках революционного движения на родине, он организовал восстание в Миссолонги и созвал туда съезд революционеров, на котором Средняя и Северная Греция была разделена на два военно-революционные округа; во главе одного из них, западного, был поставлен Маврокордато.

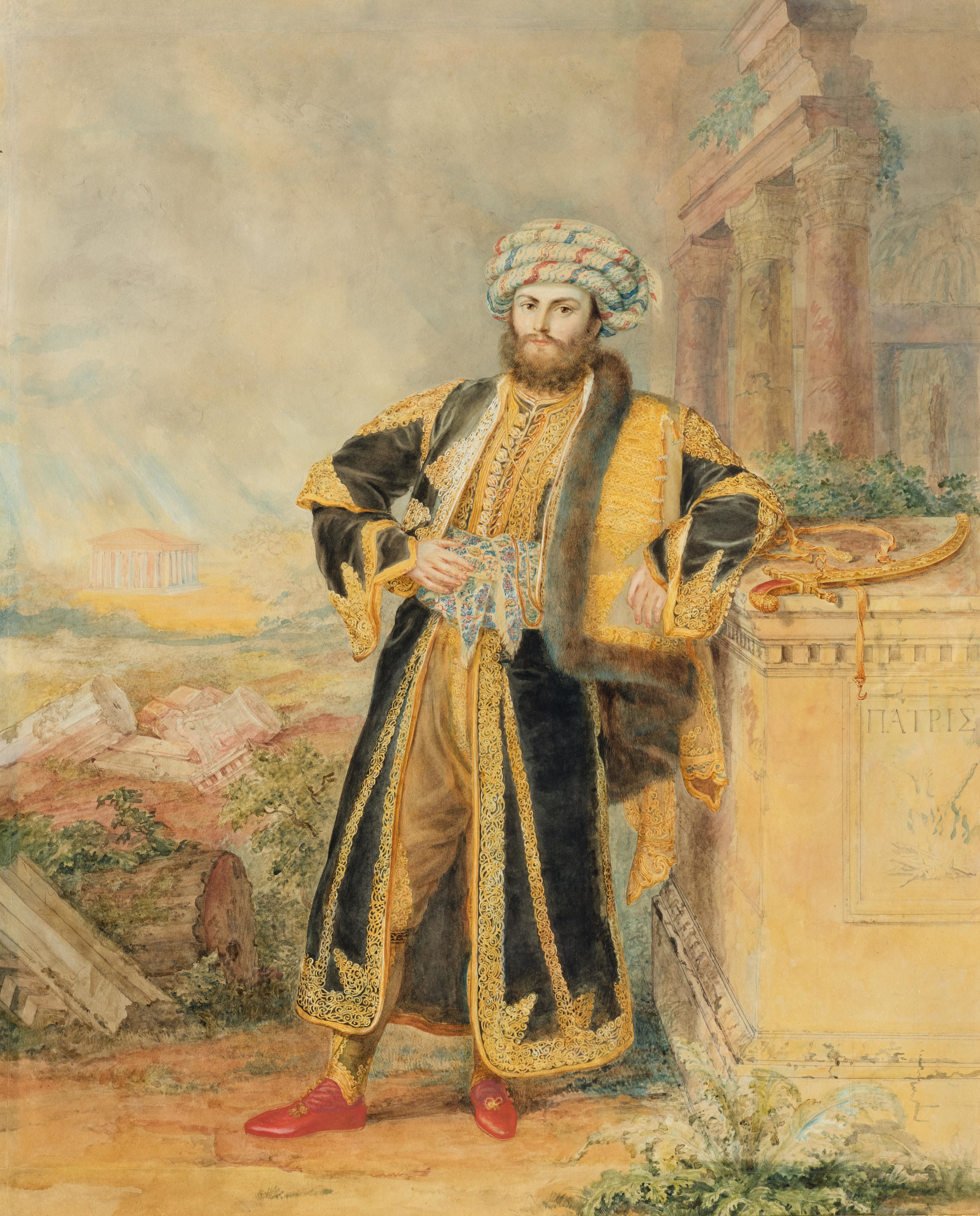
А. Маврокордатос в турецком костюме

Он же был президентом первого греческого национального собрания в Эпидавре (январь 1822) и президентом назначенного им правительства. На собрании и потом во все время борьбы за освобождение Маврокордатос стоял во главе городской «партии порядка». Он стремился к правильной, до некоторой степени централизованной системе управления, к введению по возможности правильной системы представительства, к организации регулярного войска. Уже своим внешним видом, своим европейскими фраком и цилиндром, своими очками, своими изысканными манерами он возбуждал ненависть той партии, во главе которой стоял Колокотрони.
Маврокордатос участвовал в несчастной битве при Пете (1822), затем руководил геройской защитой Миссолонги.
С 1823 года вследствие усиления военной партии Маврокордатос отказывался от важнейших политических должностей, не желая подавать повод к раздорам. На Трезенском собрании (1827) его имя многими называлось как имя желательного президента греческого правительства; но военная партия победила, и был избран Иоанн Каподистрия. При въезде последнего в Грецию Маврокордатос предоставил себя в его распоряжение и в течение некоторого времени занимал место в финансовом управлении; но, недовольный как финансовыми, так и административными мероприятиями президента, он подал в отставку и перешел в решительную оппозицию.
После смерти Каподистрии он был вице-президентом национального собрания 1832 года.
При короле Оттоне он был главой английской партии и несколько раз занимал различные министерские посты, в 1844 году недолго был главой кабинета; был также посланником в Мюнхене, Берлине, Лондоне, Константинополе и Париже.
В 1854 году он сформировал кабинет министров, который просуществовал 17 месяцев.
В начале 1860-х годов он ослеп.
Маврокордато Александр умер в 1865 году.